# Senat Republike Srbske
Senat Republike Srbske je posvetovalno telo najvišjih konstitutivnih institucij Republike Srbske, entitete v Bosni in Hercegovini. Njegova organizacija in funkcije so urejene z ustavo Republike Srbske in zakonom o senatu Republike Srbske. Po prvotnem besedilu zakona iz leta 1997 so bili za člane senata lahko imenovani le Srbi. Evropska komisija za demokracijo skozi zakon je leta 2001 poročala, da je to "diskriminatorno in očitno protiustavno." Zakon je bil spremenjen leta 2010 omogočil, da so lahko bili na mesto senatorjev imenovani pripadniki katere koli narodnosti.